# Randall Dale Adams
Pour les articles homonymes, voir Adams.
Randall Dale Adams (né le 17 décembre 1948, mort le 30 octobre 2010) est un américain qui a été jugé en 1976 pour le meurtre d'un policier, et condamné à mort, alors qu'il n'avait pas commis ce crime. Trois jours avant la date prévue pour son exécution, la Cour suprême a commué sa peine en prison à vie. Il a passé 12 ans en prison avant d'être innocenté, celui qui l'avait dénoncé ayant fini par avouer le crime. Il meurt d'une tumeur au cerveau en 2010 à l'âge de 61 ans. Il n'a reçu aucune indemnisation pour les 12 années passées en prison.
Son histoire a fait l'objet d'un film documentaire, Le Dossier Adams (The Thin Blue Line) sorti en 1988. Le film a contribué à l'innocenter,.